# Mariä-Himmelfahrt-Kirche (Chełmno)

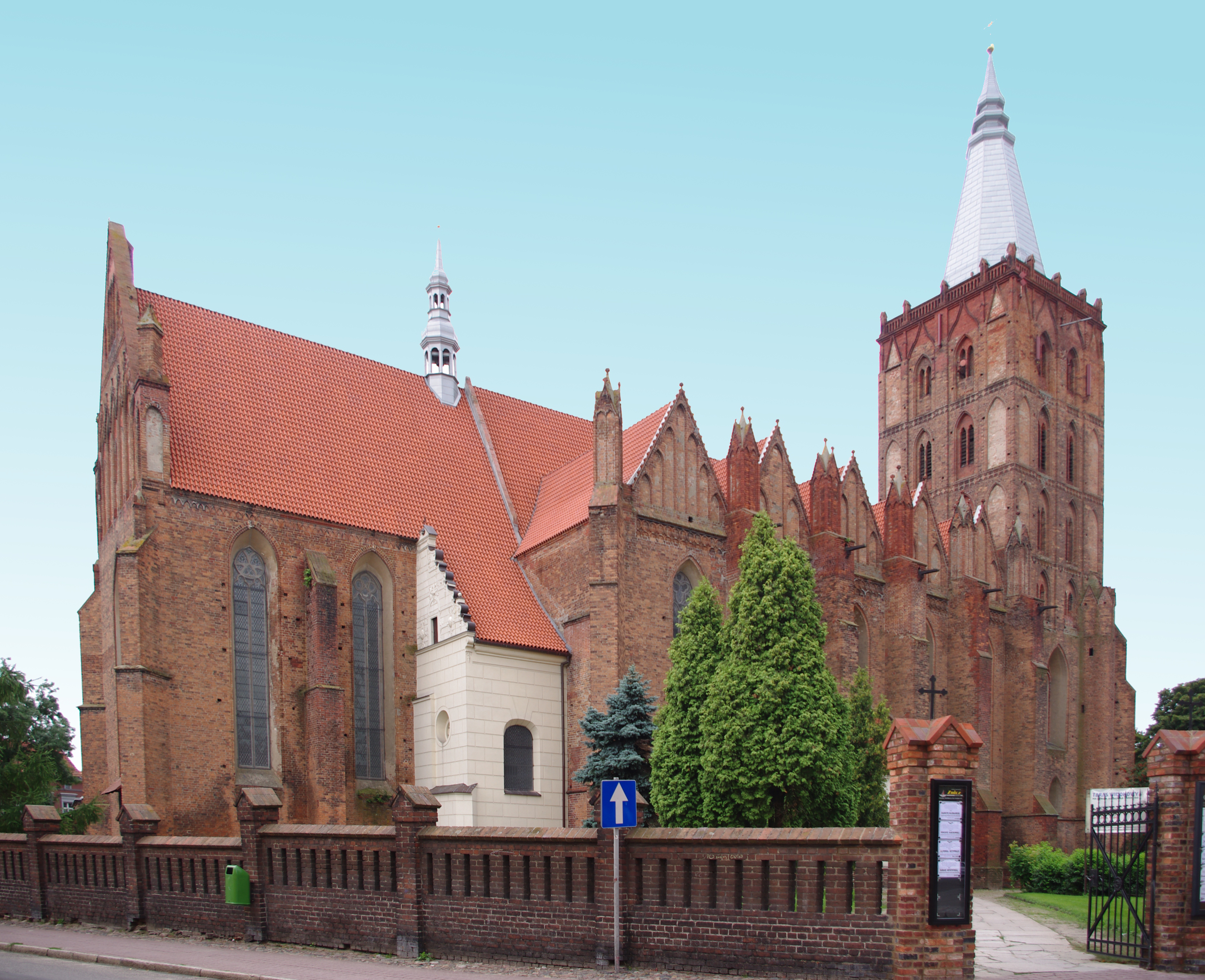
Mariä-Himmelfahrt-Kirche

Die Kirche der Himmelfahrt der Allerheiligsten Jungfrau Maria (polnisch Kościół Wniebowzęcia Najświetszej Maryi Panny; historisch Marienkirche) ist eine römisch-katholische Pfarrkirche in Chełmno (deutsch: Kulm) in der polnischen Woiwodschaft Kujawien-Pommern. Sie wurde um 1280/1320 als gotische Hallenkirche gebaut und ist die Hauptkirche der Stadt.

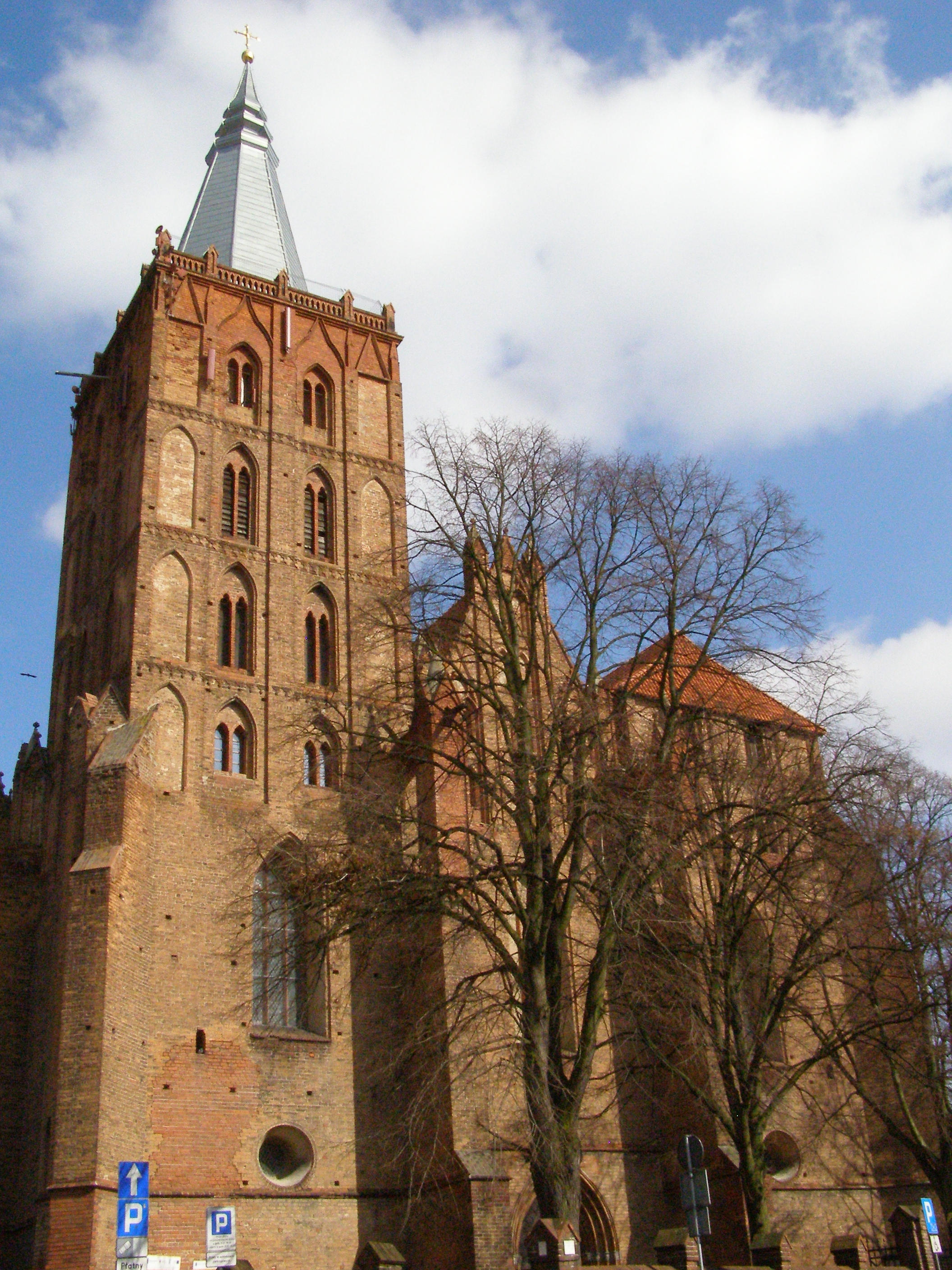
Turmfassade

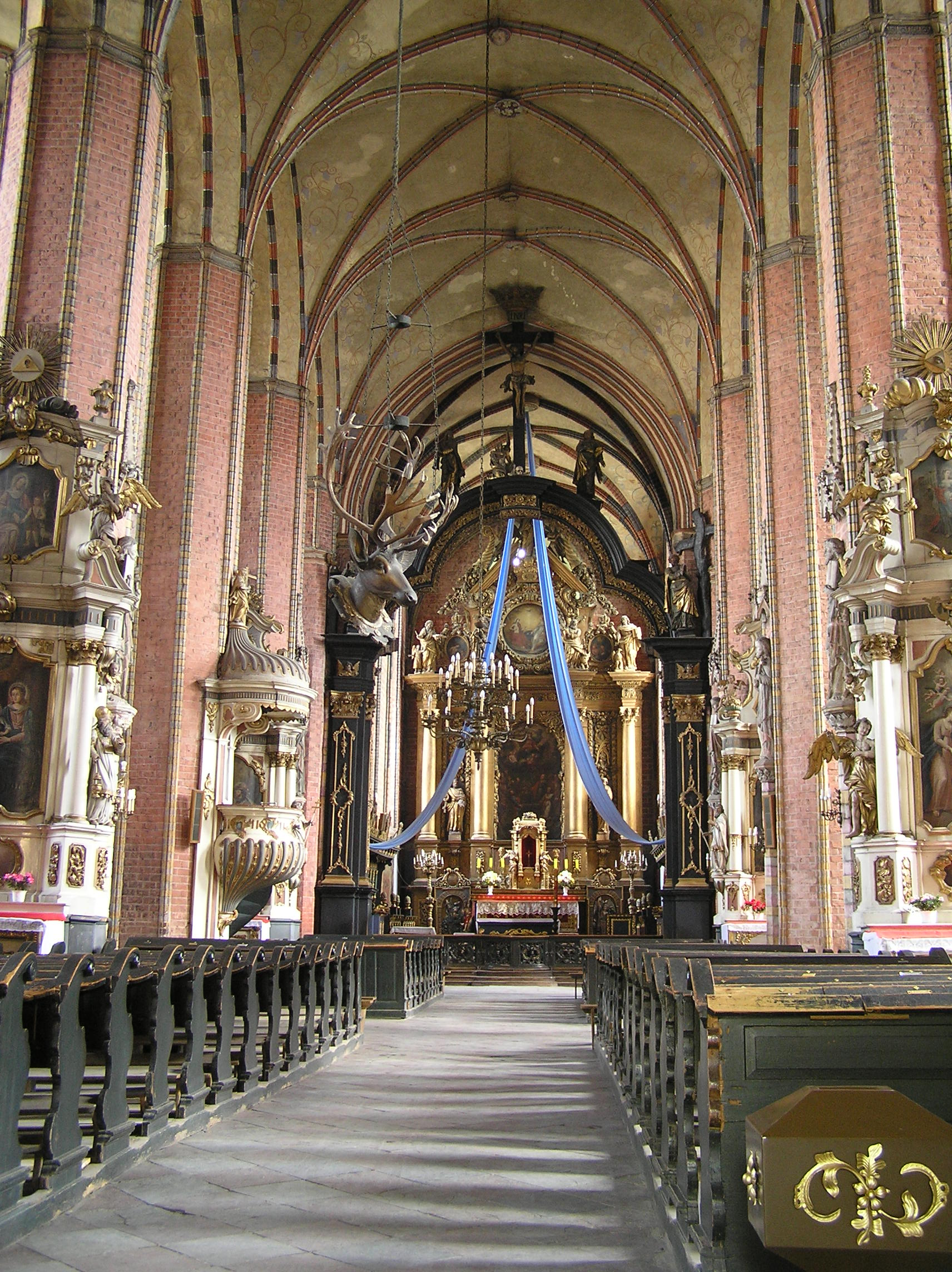
Innenansicht

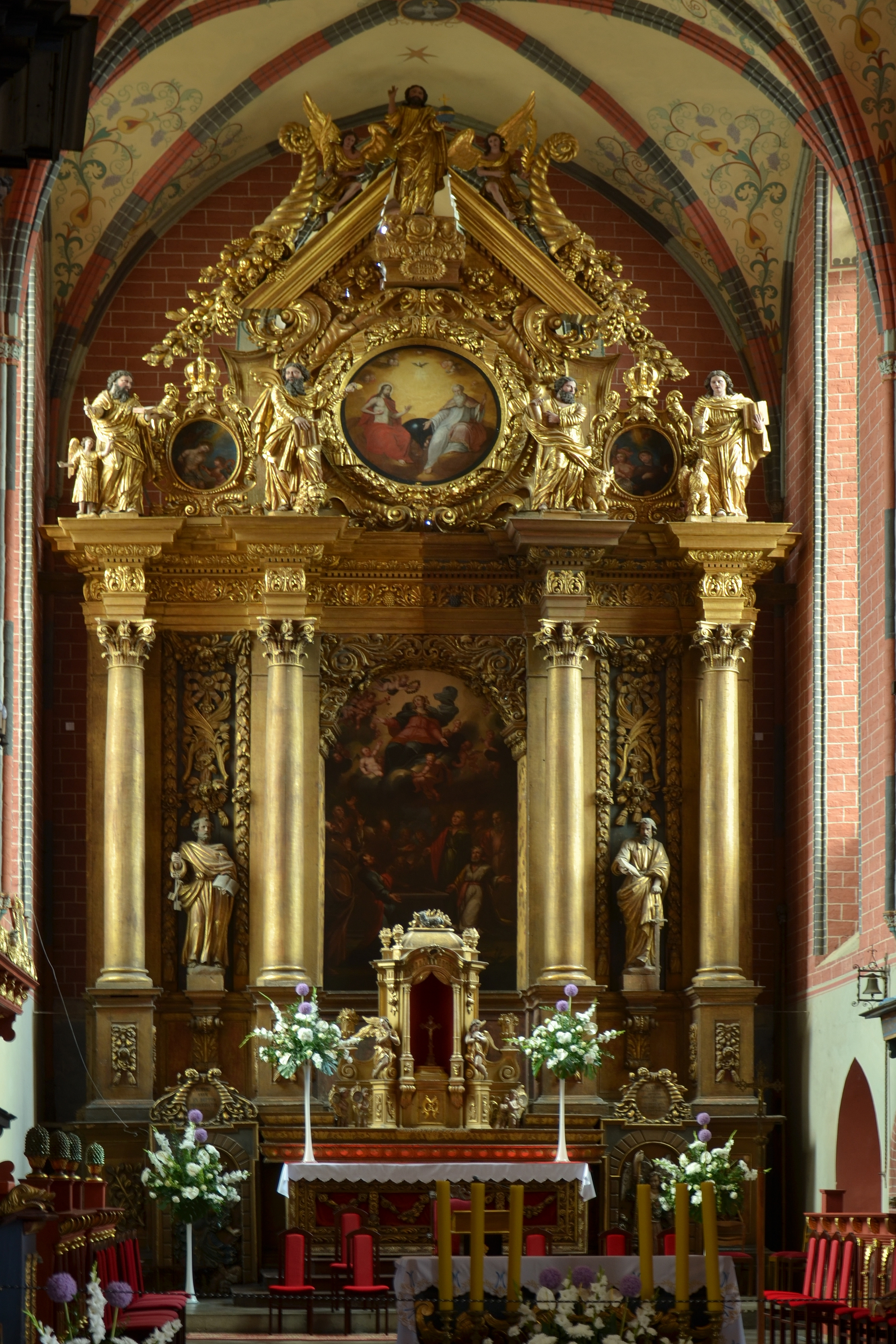
Altar

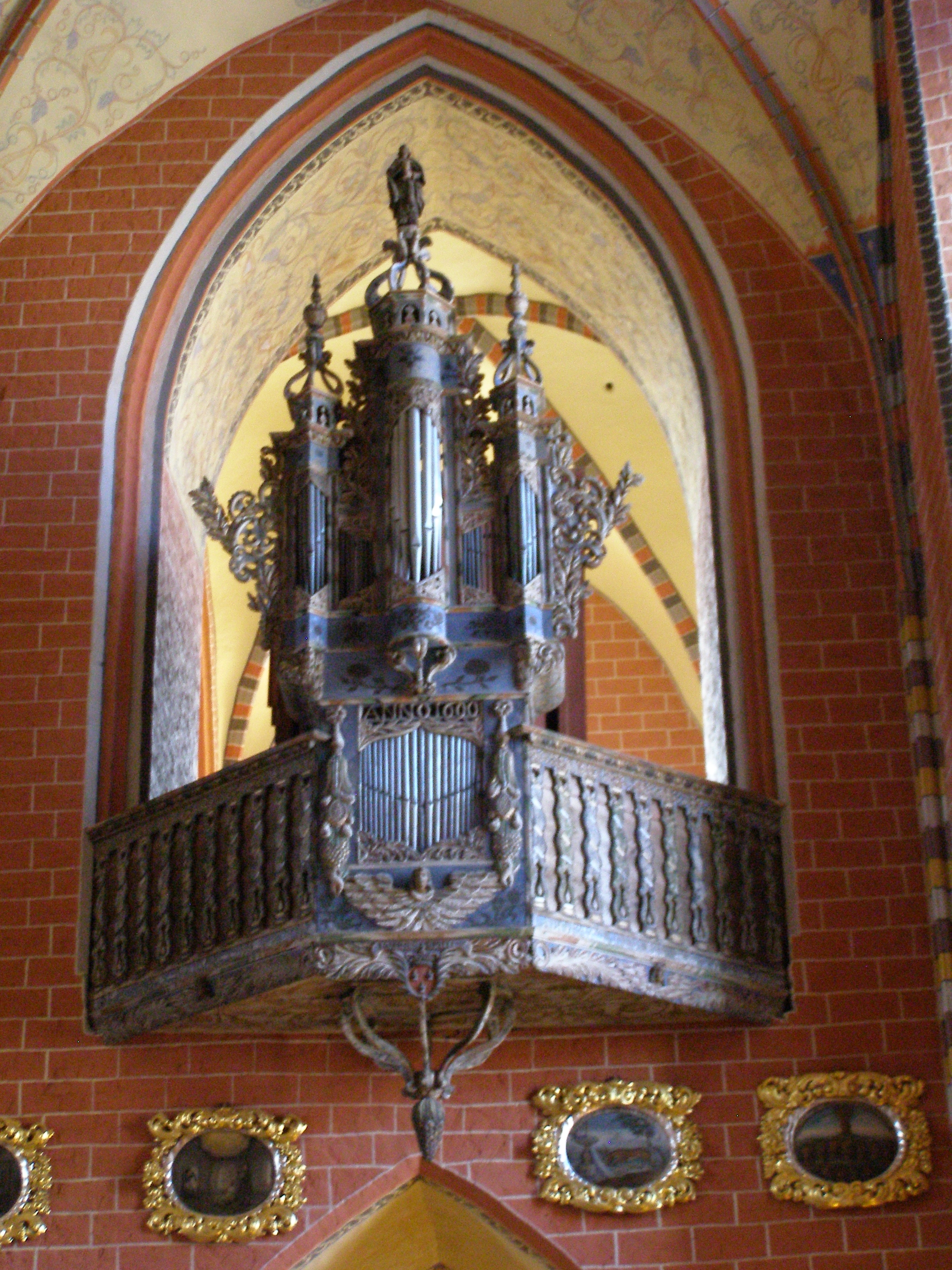
Orgelprospekt im nördlichen Seitenschiff

## Geschichte
Die Erzbischöfliche Kirche Mariä Himmelfahrt in Chełmno, allgemein bekannt als Fara (deutsch: Pfarrei, Pfarrkirche), ist die prachtvollste der sieben heute bestehenden Kirchen in Chełmno und eines der bedeutendsten frühgotischen Bauwerke in Polen. Der Hallenplan der Kirche wurde beim Königsberger Dom aufgegriffen. Die Marienkirche blieb während der Reformation katholisch, weil das Bistum Kulm beim Zweiten Frieden von Thorn am 19. Oktober 1466 an Polen gefallen war. Bei der Umwandlung des Bistums Kulm in das Bistum Pelplin im Jahr wurde Chełmno an das Bistum Toruń abgegeben.
Die Kirche wurde wahrscheinlich in den Jahren 1280–1320 errichtet. Im Gegensatz zu vielen anderen kirchlichen Gebäuden dieser Zeit wurde sie relativ schnell erbaut, und während des Baus wurden nur geringfügige Änderungen an den ursprünglichen Plänen vorgenommen.
Sie wurde in zwei Phasen errichtet. Zunächst wurden der rechteckige Chor und das nördliche (ursprünglich niedrigere) Seitenschiff gebaut. In der zweiten Phase wurde der Bau des gesamten Schiffs einschließlich des Nordturms abgeschlossen. Der Südturm wurde nicht fertig gestellt. Die Turmfront steht ihrerseits unter dem Einfluss der Königsberger Doms. Im großen Ostfenster ist vierteiliges, sonst zweiteiliges Maßwerk aus Kunststein zu finden, die Fenster sind mit Schräge und Eckstab ausgeführt. In den folgenden Jahrhunderten gab es keine größeren Veränderungen, die den gotischen Charakter der Kirche und den Eindruck der stilistischen Einheitlichkeit beeinträchtigen. Erst 1560 wurde die Kapelle der Schmerzhaften Muttergottes (der so genannten Tschelminskaja) von Chełmno und Ende des 17. Jahrhunderts die Fronleichnamskapelle (das Allerheiligste Sakrament) und 1706 die Südvorhalle hinzugefügt. Die Attika auf dem Nordturm und der Turmhelm stammen ebenfalls aus dem 17. Jahrhundert.
Die Kirche wurde in den Jahren 1659–1660 teilweise renoviert, wobei auch die barocke Dekoration der Fronleichnamskapelle geschaffen wurde. Über dem Chor wurde eine Glocke hinzugefügt. In der Folgezeit wurden jedoch größere Reparaturarbeiten an den Mauern durchgeführt, insbesondere im Obergeschoss des 1724 beschädigten Nordturms.
Im Jahr 2002 wurde die nördliche Vorhalle umfassend erneuert, und in den Jahren 2003–2004 wurden die Kapelle und der Altar der Schmerzhaften Muttergottes renoviert. Im Jahr 2004 wurden die in den Arkadenbögen hängenden Lampen erneuert, 2006 die Skulpturen der Kreuzigung am östlichen Ende und der Verbindungsweg zur Aussichtsplattform auf dem Glockenturm, die Bänke für die Gläubigen und der Altar mit den Reliquien des heiligen Valentin wurden 2007–2008 renoviert. 2012 wurde unter dem Fußboden des Hauptschiffes ein Renaissance-Grabstein mit dem Bild zweier Personen entdeckt.

## Architektur und Ausstattung
Die Kirche ist eine dreischiffige gotische Hallenkirche mit einem separaten, rechteckigen Chor. Die Westfassade war als symmetrische Zweiturmfassade geplant, aber der Südturm blieb unvollendet. Die Seitenschiffe sind mit quer verlaufenden Satteldächern bedeckt, die charakteristische Dreiecksgiebel bilden, die in den Seitenansichten sichtbar sind. Dies ist eine ungewöhnliche Lösung, die aber in anderen Regionen häufiger vorkommt. Ähnliche Dächer finden sich an der Stiftskirche zum Heiligen Kreuz und St. Bartholomäus in Breslau. In der Kirche befindet sich ein bedeutender gotischer Skulpturenschmuck, der aus Apostelfiguren an den Pfeilern an der Seite des Hauptschiffes und Schlusssteinen aus dem Gewölbe besteht. Weiterhin sind wertvolle Wandmalereien vom Ende des 14. Jahrhunderts erhalten (eine gotische Darstellung des heiligen Christophorus im Seitenschiff, teilweise von einer barocken Darstellung der Vision Gottvaters überdeckt). Der achteckige spätromanische Taufstein aus Granit ist mit flachen Löwenornamenten in teppichartiger Stilisierung versehen und ist eine gotländische Arbeit vom Ende des 12. Jahrhunderts. Die reiche neuzeitliche Ausstattung stammt überwiegend aus dem 17. und 18. Jahrhundert, wobei die Epitaphien aus dem 18. Jahrhundert dominieren. Der spätbarocke Hochaltar mit einem Gemälde der Himmelfahrt Mariä wurde 1710 von M. Rodte geschaffen. Der große Triumphbogen mit einem Kalvarienberg stammt ebenfalls aus der Mitte des 18. Jahrhunderts. In der Kapelle in der Verlängerung des Nordschiffs befindet sich das Heiligtum der Schmerzhaften Muttergottes, mit einem 1754 gekrönten Gemälde. Im Antependium und in der Altarvorhalle dieser Kapelle ist auch eine Reihe silberner Votivtafeln aus dem 17. bis 18. Jahrhundert bemerkenswert, welche das hölzerne Schnitzwerk der Fronleichnamskapelle, ein Werk aus Elbląg aus den Jahren 1685–1695, bilden. Im nördlichen Seitenschiff befindet sich die Orgel mit einem Prospekt von 1690, die Orgeln von 1928 im Mittel- und im südlichen Seitenschiff sind den alten Gehäusen nachempfunden.
Im Bezirksmuseum in Toruń wird eine Sammlung von gotischen Glasmalereien aus dem Ostfenster des Chors aus den Jahren um 1370–1390 aufbewahrt, die im 19. Jahrhundert von Chełmno in das Schloss in Malbork verlegt wurden.